# Estação de Tratamento de Esgoto II
A Estação de Tratamento de Esgoto II é uma das ETEs do município de Xangri-lá, Rio Grande do Sul, controlada pela Companhia Riograndense de Saneamento (CORSAN).
A ETE II realizava, em 2013, o tratamento de esgoto pelo processo de reator anaeróbio, filtro biológico, filtro aeróbio e decantador com eficiência de 87% atendendo naquele ano 619 pessoas em Xangri-lá. Em termos de características do efluente os parâmetros eram: Vazão afluente 9,1 L/s; Carga afluente 33,4 Kg DBO/dia;  Carga lançada 4,3 Kg DBO/dia.
Além desta ETE, no município também existe a Estação de Tratamento de Esgoto Figueirinha, e há o projeto de mais uma terceira.
Em 2013, o esgoto era infiltrado no solo e depois ia para a Lagoa das Malvas. Atualmente, o esgoto, depois de ser tratado na ETE II, é conduzido para bacias de infiltração (uma espécie de lagoa artificial), onde é filtrado pelo solo e evaporado e está sendo construída uma tubulação (emissário) que fará a ligação da ETE II com o Rio Tramandaí, ampliando o sistema de esgotamento sanitário na região.

## Ligação da ETE com o Rio Tramandaí
Em 25 de março de 2024 a proprietária da ETE, Corsan, iniciou a colocação de uma tubulação que levará o esgoto tratado com eficiência acima de 95% desde a Estação de Tratamento de Esgoto (ETE) II até o ponto de descarte final da rede, no Rio Tramandaí, em Osório. Trata-se de um investimento de R$ 21 milhões poderá receber esgoto de outros municípios da Aglomeração Urbana do Litoral Norte, como Capão da Canoa e eventualmente Osório, com o saneamento do balneário de Atlântida Sul.
Esta tubulação começou a ser planejada a partir de Termo de compromisso de Ajustamento de Conduta (TAC), de 17 de dezembro de 2021, com a finalidade de solucionar os problemas do Sistema de Esgotamento Sanitário (SES) de Xangri-lá - que envolvia na ocasião a ETE I e a ETE II – "com ações em curto, médio e longo prazo, fazendo cessar os extravasamentos de efluentes/rupturas de talude que estão ocorrendo, e ampliando o SES de forma a garantir o desenvolvimento sustentável do município". O TAC, na cláusula 7 - Solução futura/definitiva ETES I e II, aponta que a CORSAN comprometeria-se a protocolar estudo por ela contratado na [Fundação Estadual de Proteção Ambiental Henrique Luís Roessler] FEPAM acerca da viabilidade ou não de lançamento de efluentes tratados no chamado 'Ponto 3' do Rio Tramandaí e que este estudo seria analisado pela FEPAM.
A instalação da tubulação do Emissário ETE Xangri-lá é determinante para o TAC e para a retomada da construção civil na região tanto que na ocasião da cerimônia de início das obras, o prefeito de Xangri-lá, Celso Bassani Barbosa disse que: "Agora, Xangri-Lá não para mais, não trancam mais obras, nem alvarás. Com certeza, a partir de hoje, o nosso município viverá uma nova etapa de desenvolvimento". Além disso, é uma obra de impacto no desenvolvimento regional, pois de acordo com o gerente regional de relações institucionais da CORSAN, Luciano Brandão: "Teremos a possibilidade de receber mais ligações novas de esgoto de Xangri-Lá, Capão da Canoa e, eventualmente uma futura solução para Atlântida Sul [balneário do município de Osório]. É uma obra que garantirá o crescimento e desenvolvimento desses municípios".

### Riscos e ameaças do emissário de esgoto
Desde abril de 2024, alguns dias após o início das obras da tubulação, moradores e lideranças sociais de Imbé e outros municípios da Aglomeração Urbana do Litoral Norte se organizaram para questionar sobre os riscos ambientais deste emissário que levará esgoto tratado com eficiência acima de 95% desde a ETE II até o descarte final no Rio Tramandaí, em Osório. Em 20 de abril, um protesto foi organizado pelo Movimento Unificado em Defesa do Litoral Norte (MOVLN), com apoio da Associação Comunitária de Imbé-Braço Morto (ACIBM), e o principal receio é que a tubulação seja usada para o lançamento de dejetos que iria agravar ainda mais a poluição no Rio Tramandaí, que já é destino de esgotos e de pesticidas usados em lavouras.
O órgão responsável pelo licenciamento ambiental, a FEPAM, argumenta que "o empreendimento licenciado prevê o lançamento de efluentes tratados, dentro dos padrões pré-determinados pela Resolução Consema nº 355/2017, no Ponto de Lançamento identificado como PT3, no Rio Tramandaí". Por outro lado, o Movimento Unificado em Defesa do Litoral Norte Gaúcho (MOVLN) argumenta que o projeto da nova tubulação aumentaria riscos a cardumes e ao abastecimento de água potável, além de representar uma ameaça para a pesca cooperativa entre botos e pescadores, que ocorre quando há interação entre pescadores e botos na captura de tainhas. Trata-se de um tipo de pesca que ocorre em somente dois locais do planeta, em Laguna (SC) e no Rio Tramandaí. Sendo que em Tramandaí já há uma lei municipal que considera a pesca patrimônio cultural.
Alvaro Nicotti, morador de Imbé e um dos coordenadores do Movimento Unificado em Defesa do Litoral Norte Gaúcho (MOVLN) que questiona o destino do esgoto tratado para o Rio Tramandaí, diz que os mais afetados serão os integrantes de comunidades vulneráveis e de pesca e acredita que a solução seria despejar os efluentes tratados em alto mar.
- Água
- Saneamento
- Estações de Tratamento de Águas Residuais
- Companhia Riograndense de Saneamento
- Risco ambiental